# 国際連合ルワンダ支援団
国際連合ルワンダ支援団（こくさいれんごうルワンダしえんだん、United Nations Assistance Mission for Rwanda,UNAMIR）は、ルワンダに展開した国際連合平和維持活動。ルワンダ紛争の和平協定（アルーシャ協定）が結ばれたことを受けて1993年10月5日の国際連合安全保障理事会決議872によって設立されたものである。ルワンダにおける停戦監視、和平構築支援を任務とした。

## 概要
ルワンダにおいては1962年の独立前後よりツチとフツの集団対立が深まるようになり、ツチの一部は難民としてウガンダへ逃れていた。1987年にウガンダ在住のルワンダ難民は、軍事的な性格をも持つルワンダ愛国戦線(FPR)を結成している。FPRは1990年10月にウガンダよりルワンダへの侵攻を開始し、ルワンダ紛争が勃発した。この時の戦闘は1992年7月にルワンダ政府とFPRとの間で停戦協定が結ばれることで一旦終結した。1993年6月22日に国際連合安全保障理事会は決議846を採択、国際連合ウガンダ・ルワンダ監視団(UNOMUR)を設立している。これはウガンダに展開し、ウガンダ・ルワンダ国境において、FPR勢力による武器移送の阻止を任務とした。
1993年8月、タンザニアのアルーシャにおいて、ルワンダ政府とFPR間で和平協定が結ばれた。これを受けて、和平支援のために1993年10月5日に決議872が採択され、ルワンダに国際連合ルワンダ支援団(UNAMIR)が展開することとなった。UNAMIRの任務は首都キガリの治安維持、非武装地帯の拡大、武装勢力の復員などを含む停戦状況の監視、地雷除去支援、難民帰還支援、暫定政府による選挙実施の支援、その他の人道支援などである。当初は約2,500名の軍事要員と60名の文民警察官を中心とするもので1993年11月より現地展開を開始した。本部は10月の発足当初サベナ・ベルギー航空社の所有するオテル・デ・ミル・コリンだったが、翌11月にUNAMIR司令官のロメオ・ダレールとルワンダのジュベナール・ハビャリマナ大統領は1986年に中国によって建設されたアマホロ・スタジアムを新たな本部に代えた。
和平合意の遂行状況は芳しくなく、そのため対立は解消せず、治安も改善しなかった。1994年4月6日にルワンダとブルンジの大統領が搭乗した機体が撃墜され、それをきっかけにルワンダ虐殺が開始された。UNAMIRは、これを収拾・抑止することができなかった。4月7日にルワンダのウィリンジイマナ首相は殺害され、警護にあたっていた平和維持軍参加のベルギー軍部隊に10名の犠牲者を出た。FPRも攻勢を開始している。
犠牲者が出たことにより、ベルギー軍は撤退を開始し、国際連合安全保障理事会も事態の収拾は不可能と見て、4月21日の決議912により、UNAMIRの規模を軍事要員270名まで縮小することとした。ルワンダの情勢はその後も悪化し、4月だけで少なくとも、20万人以上の犠牲者数が出たと推測されたために、安全保障理事会は方針を変更、5月17日に決議918で治安回復を図るために、UNAMIRへ約5,500名の軍事要員派遣を求めた。しかし、この兵力の確保は短期では行なえなかった。このため、6月22日の決議929によりフランス軍を中心とする多国籍軍が派遣されることとなった。間もなく、フランス軍が展開を開始し、住民・難民保護および人道支援にあたった（トルコ石作戦 Operation Turquoise）。
FPRも7月には、ルワンダのほぼ全土を掌握したことから、情勢は沈静化に向かい、10月にはUNAMIRの規模も5千名に達するなど、難民キャンプの治安維持を含む、住民保護と難民帰還支援にあたった。ルワンダ国家警察の再訓練を支援している。
情勢の安定化・難民帰還が進むにつれ、UNAMIRも規模を縮小し、1996年3月に撤退・解散した。